# Маковский сахарный завод
Маковский сахарный завод — предприятие пищевой промышленности в селе Маков Дунаевецкого района Хмельницкой области Украины, прекратившее своё существование.

## История
В 1910—1911 годы в местечке Маков Маковской волости Каменец-Подольского уезда Подольской губернии Российской империи был построен сахарный завод, который начал работу в 1911 году. В следующие годы предприятие быстро росло (количество работников увеличилось с 207 до 300 человек).
После начала первой мировой войны положение осложнилось, так как реальная заработная плата снижалась, часть рабочих и обеспечивавших завод свеклой местных крестьян были мобилизованы в действующую армию, а владельцы завода увеличивали нормы выработки. В результате, 7 ноября 1915 года на заводе имела место забастовка, подавленная полицией.

### 1918—1991
В феврале 1918 года в сёлах и Шатава был сформирован отряд Красной гвардии из 200 человек (часть которых составляли рабочие сахарного завода, а часть — вернувшиеся с фронта солдаты и местные крестьяне), помимо винтовок имевший 6 пулемётов и два артиллерийских орудия. Он вступил в бои с немецкими подразделениями, но уже в конце февраля 1918 года селение оккупировали австрийско-немецкие войска (которые оставались здесь до ноября 1918 года), в дальнейшем до 17 ноября 1920 года село оставалось в зоне боевых действий гражданской войны.
В дальнейшем началось восстановление завода. Кроме того, для повышения квалификации и образовательного уровня работников в Макове в 1921 году открыли начальную школу, в 1922 году — курсы ликбеза, а затем — трудовую школу при сахарном заводе.
В 1925 году завод превысил объём производства сахара довоенного 1913 года. В ходе индустриализации 1930-х годов завод был оснащён новым оборудованием и увеличил производственные мощности. В 1939 году завод (на котором работали уже свыше 400 человек) произвёл 128,8 тыс. центнеров сахара.
В ходе Великой Отечественной войны с 7 июля 1941 до 1 апреля 1944 года село было оккупировано немецкими войсками. В период оккупации рабочие сахарного завода выводили из строя машины и срывали выпуск продукции. Когда с приближением линии фронта немцы приказали демонтировать оборудование для отправки в рейх, рабочие под руководством инженера В. А. Белинского спрятали наиболее ценное оборудование в заводском пруду, а в ящики сложили металлолом. В соответствии с тактикой «выжженной земли», перед отступлением гитлеровцы взорвали сахарный завод.
Восстановление разрушенного завода началось в 1944 году и проходило в сложных условиях. Производственные корпуса строили из битого кирпича. Тем не менее, получив помощь оборудованием и стройматериалами, был восстановлен паросиловой цех.
18 ноября 1944 года на адрес завода пришла телеграмма Ставки Верховного Главнокомандующего с благодарностью за танк «Маківський цукровик», на строительство которого рабочие собрали свыше 100 тыс. рублей деньгами и почти 13 тыс. рублей облигациями.
В феврале 1945 года восстановленный завод был принят комиссией, в 1946 году — произвёл первые 17,9 тыс. центнеров сахара.
В 1950-е годы завод был реконструирован, в 1961 году — переведён на жидкое топливо (нефть). Также была построена трансформаторная станция.
В 1967 году численность работников завода составляла 476 человек, в этом году он произвёл 19,3 тыс. тонн сахара, значительная часть которого экспортировалась на международный рынок.
В целом, в советское время завод был крупнейшим предприятием села, на его балансе находились жилые дома и объекты социальной инфраструктуры.

### После 1991
После провозглашения независимости Украины государственное предприятие было преобразовано в открытое акционерное общество.
16 октября 2003 года хозяйственный суд Хмельницкой области признал завод банкротом и началась процедура его ликвидации.
Остановивший производственную деятельность завод взяли под охрану жители села, не позволяя разобрать его на металлолом до весны 2008 года.